# Институт вычислительной математики и математической геофизики СО РАН
Институт вычислительной математики и математической геофизики СО РАН (ИВМиМГ СО РАН) (с 1964 по 1997 — Вычислительный центр Сибирского отделения Академии Наук СССР) — научно-исследовательский институт в Новосибирске, основанный Гурием Ивановичем Марчуком.

## Общие сведения
Основные направления научной деятельности:
- Вычислительная математика
- Математическое моделирование и методы прикладной математики
- Параллельные и распределенные вычисления
- Информационные системы

Институт является признанным лидером в области разработки численных методов решения прямых и обратных задач математической физики, геофизики, физики атмосферы, океана и окружающей среды, химии, электрофизики, экологии.
Два научных коллектива института поддержаны грантами Президента РФ:
- научная школа члена-корреспондента РАН С. И. Кабанихина по прямым и обратным задачам в науках о Земле, в экологии и рациональном природопользовании,
- научная школа члена-корреспондента РАН Г. А. Михайлова по численному статистическому моделированию.

ИВМиМГ СО РАН имеет лицензию (№ 0288) на образовательную деятельность по шести образовательным программам аспирантуры:
- Вычислительная математика (01.01.07)
- Системный анализ, управление и обработка информации (05.13.01)
- Математическое и программное обеспечение вычислительных машин, комплексов и компьютерных сетей (05.13.11)
- Вычислительные машины, комплексы и компьютерные сети (05.13.15)
- Математическое моделирование, численные методы и комплексы программ (05.13.18)
- Физика атмосферы и гидросферы (25.00.29)

Институту выдано свидетельство о государственной аккредитации образовательной деятельности (свидетельство о государственной аккредитации № 1495 от 22 октября 2015 г Архивная копия от 2 января 2016 на Wayback Machine (действует до 22 октября 2021 г.), приложение к свидетельству о государственной аккредитации Архивная копия от 2 января 2016 на Wayback Machine).
ИВМиМГ СО РАН является базовым институтом для шести кафедр государственных университетов Новосибирска:
- Новосибирский государственный университет (кафедра вычислительной математики ММФ, кафедра математических методов геофизики ММФ, кафедра вычислительных систем ММФ, кафедра параллельных вычислений ФИТ),
- Новосибирский государственный технический университет (кафедра параллельных вычислительных технологий ФПМИ, кафедра сетевых информационных технологий АВТФ).

В ИВМиМГ СО РАН работают два диссертационных совета по защитам кандидатских и докторских диссертаций Архивная копия от 3 июля 2015 на Wayback Machine.
На базе института создан Центр коллективного пользования «Сибирский суперкомпьютерный центр» СО РАН Архивная копия от 30 апреля 2020 на Wayback Machine. Производительность вычислительных средств центра — 115 терафлопс.
Институт издает научные журналы:
- Сибирский журнал вычислительной математики Архивная копия от 11 марта 2016 на Wayback Machine
- Bulletin of Novosibirsk Computing Center Архивная копия от 4 марта 2016 на Wayback Machine
- Проблемы информатики Архивная копия от 4 марта 2016 на Wayback Machine

## История
Середина 1960-х годов прошлого столетия была периодом становления и бурного развития мировых вычислительных наук (Computer Science), которые охватывали и прикладную математику, и кибернетику с программированием, из которых родилась информатика и фундаментальные проблемы компьютерной техники.
10 января 1964 г. Гурий Иванович Марчук издал исторические приказы по Вычислительному центру СО АН СССР, в соответствии с которыми он приступил к обязанностям директора и утвердил состав персонала института в количестве 177 человек.
Через 10-15 лет ВЦ стал крупнейшим в стране машинным парком коллективного пользования, намного превосходящим по мощности центры других академических институтов и университетов, включая и МГУ, и ЛГУ. В пике своего развития Вычислительный центр насчитывал около 1300 сотрудников и являлся визитной карточкой для многочисленных почетных гостей Академгородка. Плеяда выдающихся учёных во главе с Г. И. Марчуком: А. П. Ершов, М. М. Лаврентьев, Н. Н. Яненко, С. К. Годунов, А. С. Алексеев, Г. А. Михайлов и другие — снискала мировую славу своими пионерскими результатами и научными школами в вычислительной и прикладной математике, в программировании и информатике, в математической геофизике и компьютерных технологиях.
Достигнув критической массы, ВЦ стал порождать новые институты, направляя свои учёные десанты в организации Новосибирска, Красноярска, Иркутска, Омска, Хабаровска, Москвы, Алма-Аты и других многочисленных городов. На его базе было создано свыше 10 кафедр НГУ и других вузов Новосибирска, а из сотрудников вышло более 30 директоров академических институтов и других учреждений.
В 1997 году Вычислительный центр СО АН СССР был переименован в Институт вычислительной математики и математической геофизики СО РАН.

## Директора
- 1964—1980 — академик РАН Гурий Иванович Марчук
- 1980—1998 — академик РАН Анатолий Семенович Алексеев
- 1999—2014 — академик РАН Борис Григорьевич Михайленко
- с 2014 г. — член-корреспондент РАН Сергей Игоревич Кабанихин.
- с 2018 г. — ВРИО директора : профессор РАН Михаил Александрович Марченко.

## Структура

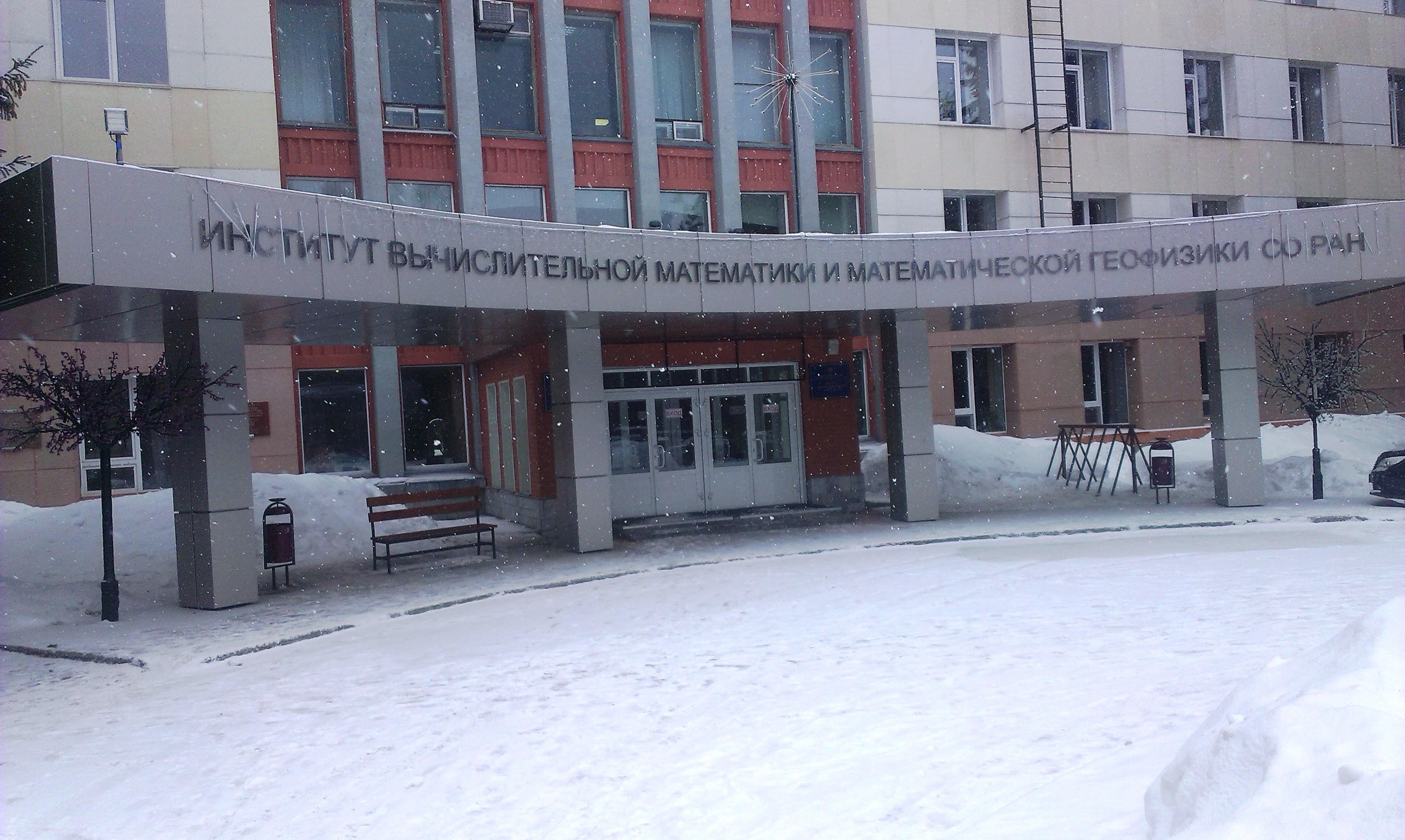
Проходная института

ИВМиМГ СО РАН состоит из 19 научных лабораторий:
- Лаборатория математического моделирования процессов в атмосфере и гидросфере
- Лаборатория математического моделирования гидротермодинамических процессов в природной среде
- Лаборатория методов Монте-Карло
- Лаборатория стохастических задач
- Лаборатория численного анализа стохастических дифференциальных уравнений
- Лаборатория вычислительной физики
- Лаборатория математических задач химии
- Лаборатория численного моделирования сейсмических полей
- Лаборатория математических задач геофизики
- Лаборатория математического моделирования волн цунами
- Лаборатория геофизической информатики
- Лаборатория прикладных систем
- Лаборатория моделирования динамических процессов в информационных сетях
- Лаборатория обработки изображений
- Лаборатория синтеза параллельных программ
- Лаборатория параллельных алгоритмов решения больших задач
- Лаборатория численного анализа и машинной графики
- Лаборатория системного моделирования
- Лаборатория Сибирский суперкомпьютерный центр

## Сотрудники института
В институте работают 298 сотрудников, в том числе 43 доктора и 83 кандидата наук, один академик и два члена-корреспондента РАН:
- Коновалов, Анатолий Николаевич, академик РАН, профессор, доктор физико-математических наук
- Кабанихин, Сергей Игоревич, член-корреспондент РАН, профессор, доктор физико-математических наук
- Михайлов, Геннадий Алексеевич, член-корреспондент РАН, профессор, доктор физико-математических наук
- Заместитель директора по научной работе — Ковалевский, Валерий Викторович, доктор технических наук